# Christian Hege (Politiker)
Christian Hege (* 15. August oder 15. September 1840 auf dem Oberbiegelhof; † 4. April oder 18. April 1907 in Löwenstein-Breitenau) war ein deutscher Landwirt und Politiker. Von 1895 bis 1900 gehörte er der Abgeordnetenkammer der Württembergischen Landstände an.

## Leben
Hege kam aus einer kinderreichen mennonitischen Familie und hatte 15 Geschwister. Seine Eltern, deren Vorfahren wegen Verfolgung ihres täuferischen Glaubens einst aus der Schweiz ausgewandert waren, hatten das Helmstatt’sche Gut Oberbiegelhof in Pacht. Wie seine Geschwister besuchte Christian Hege die Volksschule in Obergimpern, und wie seine Brüder wurde er von den Eltern dazu bestimmt, Landwirt zu werden.
1867 wurde die Pacht des fürstlich löwensteinischen Guts Breitenauer Hof frei, die er übernehmen sollte. Da er dazu eine Ehefrau brauchte, verlobte er sich im Juni mit der Mennonitin Magdalena „Lenchen“ Becker (1847–1928), der einzigen Tochter des verwitweten Daniel Becker vom Branchweilerhof in der Pfalz, und heiratete sie am 15. Oktober. Mit ihren zahlreichen Kindern, die in den nächsten Jahren aus der Ehe hervorgingen, bewirtschafteten die beiden den Breitenauer Hof, wobei die älteren Töchter ihrer Mutter bei der Erziehung der jüngeren Kinder halfen. Hege war, wie bei den Mennoniten üblich, Laienprediger und predigte bei mennonitischen Versammlungen, die unter anderem auf dem Lautenbacher Hof stattfanden. In der Mennonitengemeinde der Gegend um Heilbronn, die sich außer auf dem Lautenbacher Hof auch auf dem Lobenbacher Hof bei Stein am Kocher versammelte, war er nach dem 19. Oktober 1890 Prediger, nach dem 28. Januar 1894 Ältester.
Ein von Hege selbst konstruierter Weinbergpflug wurde patentiert, viele Jahre von der Pflugfabrik Gebrüder Eberhardt aus Ulm gebaut und 1890 bei der DLG-Ausstellung in Straßburg im Beisein Max Eyths erfolgreich präsentiert. Hege erlangte Ansehen und kandidierte bei der Landtagswahl am 9. Januar 1889 als Parteiloser im Wahlkreis Weinsberg. Sein Gegenkandidat Wilhelm Meyder von der nationalliberalen Deutschen Partei, der Schultheiß von Eschenau, gewann mit 2060 von 3643 abgegebenen Stimmen. Die Wahl wurde vom 25. bis 28. Januar von drei Personengruppen (18 Unterzeichner aus Weinsberg, 24 Unterzeichner aus Affaltrach und „eine große Zahl von Unterzeichnern aus mehrfachen Orten des Wahlbezirks“) wegen Unregelmäßigkeiten angefochten. Bemängelt wurde, dass die vorgedruckten Stimmzettel Meyders doppelt so groß wie die von Hege und zudem von bläulich-weißem Papier gewesen seien, so dass bei der Wahl ohne Wahlumschläge für die Wahlaufsicht führenden Ortsvorsteher sofort ersichtlich gewesen sei, wer für welchen Kandidaten stimme. Viele Wähler hätten sich daher nicht getraut, für Hege zu stimmen, da mehrere Wahlvorstände, so Weinsbergs Stadtschultheiß Carl Seufferheld und einige Ortsvorsteher, sich vor der Wahl nachdrücklich für den Kandidaten Meyder eingesetzt hätten. „Bei der großen Abhängigkeit vieler Wähler von den Ortsvorstehern hätten deshalb eine Menge Wähler vorgezogen, nach dem Willen der letzteren abzustimmen.“ Die Wahlanfechtung wurde vom ständischen Ausschuss der Abgeordnetenkammer am 30. Januar abgewiesen. Eine weitere Eingabe von fünf Bürgern aus Unterheinriet, die am 9. Februar weitere Unregelmäßigkeiten bemängelten, wurde am 8. Mai von der Legitimationskommission abgewiesen, so dass Meyder gewählt war.
Bei der nächsten Wahl 1895 kandidierte Hege erneut, und dieses Mal gewann er gegen den SPD-Kandidaten Bohne, einen Schreiner aus Stuttgart. In der Abgeordnetenkammer gehörte Hege der Petitionskommission an. Aus religiösen Gründen verweigerte er bei seiner Abgeordnetenvereidigung den Eid.
Nach 1900 ging es dem gepachteten Gut finanziell schlechter, weil Hege erschöpft war, seine Tatkraft erlahmte und einige unglückliche Umstände wie Peronospora in den Weinreben dazukamen. 1905 setzte er seinen 20-jährigen Sohn Hans als Betriebsleiter ein, dem zugetraut wurde, den mit Schulden belasteten Betrieb wieder voranzubringen. Am 4. April 1907 starb Christian Hege, nachdem er drei Tage zuvor an einer heftigen Lungenentzündung erkrankt war. Er wurde auf dem Löwensteiner Friedhof beigesetzt.

## Familie
Aus der Ehe Heges gingen 19 Kinder hervor, zwölf Töchter und sieben Söhne, von denen einige früh verstarben. Das erstgeborene Kind, der Sohn Christian (* 3. Juli 1868), sollte an einem mennonitischen Internat die Hochschulreife erwerben und dann an der Landwirtschaftlichen Hochschule Hohenheim studieren, wurde aber krank und starb 1889 an der Schwindsucht. Hege fragte sich, ob er mit der Absicht, den Sohn studieren zu lassen, zu hoch hinausgewollt hatte, und kam zu dem Schluss, Mennoniten sollten, wie sie es seit Jahrhunderten waren, Landwirte bleiben. Seinen ältesten überlebenden Sohn Hans Hege (1885–1983), den ersten Sohn nach vielen Töchtern, bestimmte er daher dazu, wie der Vater Landwirt zu werden, obwohl sein Lehrer ihn für eine technische oder wissenschaftliche Ausbildung geeignet hielt. Er verließ daher die Schule mit 13 Jahren. Die jüngeren Söhne durften dann nach Intervention von Heges Schwiegersöhnen alle aufs Gymnasium. Der Sohn Friedrich wurde Oberlandwirtschaftsrat, der jüngste Sohn Wilhelm (* 1892) Ingenieur.